# Sint-Gertrudiskerk (Wouwse Plantage)
De Sint-Gertrudiskerk is een neogotisch bakstenen kerkgebouw in Wouwse Plantage in de Nederlandse provincie Noord-Brabant. De kerk ligt aan de Plantagebaan 219.

## Geschiedenis
De geschiedenis van de kerk is verbonden met Pierre Joseph de Caters, eigenaar van het landgoed de Wouwse Plantage. Hij liet in 1870 een kerkje bouwen op zijn landgoed, voorzien van een pastorie. Ook in een begraafplaats en een sierlijken tuin was voorzien. Pas daarna vroeg hij aan het Bisdom Breda toestemming om een eigen parochie te mogen stichten. Dit leidde tot een conflict met het bisdom, maar niettemin kreeg hij in 1875 alsnog toestemming. De parochie werd afgesplitst van die van Wouw. Ondertussen was het kerkje door leegstand vervallen en fungeerde zelfs als konijnenhok.
De kerk werd weer hersteld en De Caters schonk zelfs drie kostelijke beelden, netjes gepolichromeerd. In 1891 werd een nieuwe kerk gebouwd, ontworpen door Petrus Johannes van Genk. Men ving toen ook aan om de Heilige Nicolaas van Tolentijn te vereren. In 1906 vond de eerde bedevaart vanuit Bergen op Zoom plaats. Nicolaas van Tolentijn gold als een patroon tegen brand en allerlei ziekten, ook veeziekten. Er werden zogeheten Nicolaasbroodjes verkocht, die door het voer van een zieke koe werden gemengd. De devotie verwaterde na de Tweede Wereldoorlog.
In 1925 werd de kerk nog vergroot en verbreed onder leiding van Jacques van Groenendael, maar in 1944 werd de toren opgeblazen. Een groot deel van de kerk werd toen verwoest. In 1950 vond herstel plaats door Jacques Hurks en A. van den Berg. In 1968 werd het koor nog verhoogd.